# 三峰山之战
三峰山之战于1232年發生，是蒙滅金戰爭中一場重要戰役。

## 戰前形勢
1227年，成吉思汗臨終前遺言借宋道攻金之計：「金精兵在潼關，南據連山，北限大河，難以遽破。若假道於宋，宋、金世仇，必能許我，則下兵唐、鄧，直搗大梁。金急，必徵兵潼關。然以數萬之眾，千里赴援，人馬疲弊，雖至弗能戰，破之必矣。」
1230年（金哀宗正大七年），蒙古派出使臣到金軍營議和，金將移剌蒲阿軟禁了蒙古使節，後來向使節揚言金軍不怕蒙古，放還使節，蒙古大汗窩闊大怒。金將武仙與蒙將史天澤在貝州激戰，完顏合達率金兵來援，擊敗蒙軍。同年秋天，窩闊台與其弟拖雷率大軍入陝西，1231年二月攻下金國鳳翔。

### 強道宋境
拖雷一軍欲借道南宋，宋拒絕，於是強行攻宋，八月，由大散關攻破鳳州，屠洋州，十一月，攻入饒鳳關，宋軍民死傷慘重。拖雷由金州順漢水向東，準備從西南方攻打金國首都開封府。金哀宗下詔屯兵襄州、鄧州。

## 戰役經過

### 禹山
十二月，完顏合達、移剌蒲阿率諸軍入鄧州，完顏陳和尚、武仙等人率軍會合，屯兵順陽。拖雷將兵渡漢水，金諸將議論未幾，蒙古兵畢渡。金軍至禹山，分據地勢，列步卒於山前，列騎士於山後。蒙古兵觀之，竟不前，陣散如雁翅，轉山麓，出金騎兵之後，分三隊而來。合達曰：「今日之勢，未可戰也。」突然蒙古騎兵突前，金兵不得不戰。短兵接，三合，蒙古兵少卻。蒙兵又突襲蒲阿親軍，又退。合達曰：「彼眾號三萬，而輜重居其一。今相持二三日，彼不得食，若乘其卻退而擁之，必勝矣。」蒲阿曰：「江路已絕，黃河不冰，彼入重地，將安歸乎？何以速為。」遂不逐。明日，蒙古兵忽不見。邏騎還，始知在光化對岸棗林中，晝作食，夜不下馬，已而四日，林外不聞音響。金軍入鄧州就糧，辰時至已時到林後，蒙古忽至，金軍迎戰。交接之際，蒙古以百騎邀輜重而去。金兵幾不成列，逮夜乃入鄧州城，懼軍士迷路，鳴鐘招之。合達、蒲阿隱其敗，以大捷聞，於是百姓入保城堡者皆散還鄉社，不數日，蒙古遊騎突至，多被俘獲，悉為捷書所誤。

### 三峰山
金國都城開封受到蒙軍攻擊，城內守軍只有四萬軍士，二萬壯丁，完全指望城外援軍來解圍。在鄧州的完顏合達聽說汴京危急，在1232年正月率所部騎兵二萬、步兵十三萬，合計十五萬大軍北援。蒙兵散漫而北，破略申、裕等州，所有積聚焚毀無餘。金軍由鄧而東，無所仰給。拖雷只分兵三千人跟蹤金大軍，專在其食飯和宿營時挑戰，弄得金軍不得休息，疲憊不堪。當金軍走到鈞州（今河南禹州市）三峰山時，拖雷之三萬兵馬和窩闊台之大軍均趕到三峰山攔截。此時天氣突變，降下大雪，金軍「僵凍無人色，幾不能軍(據稱因蒙軍中一位康里巫師的緣故)」，而來自漠北之蒙古軍則習慣在寒冷氣候下作戰。在金已極為不利之情況下，兩路蒙軍圍住金軍，輪流休息攻殺，金軍士有不食至三日者，蒙古軍故意讓開通往鈞州之路，金軍倉皇逃命，蒙古軍緊緊追擊，金軍突圍，半途被蒙軍攔腰截斷，大軍崩潰。

### 鈞州
完顏合達、完顏陳和尚率金軍殘部退至鈞州城內，旋即被蒙軍破城，合達戰死。陳和尚不欲無名地死於亂軍中，親自來到敵營，拒降被殺。移剌蒲阿向汴京逃奔，亦為蒙軍擒獲，不降而死。金軍最後的主力在此役潰敗，損失驍將多員，「兵不復振」，亡國指日可待。

## 結局後事
敗兵逃到附近各地，如昌武軍、洛陽。武仙成功逃脫，收羅十萬敗兵屯紮在鄧州一帶，「遂走南陽留山，收潰軍得十萬人，屯留山及威遠寨。立官府，聚糧食，修器仗，兵勢稍振。」1233年，被南宋孟珙多次擊敗，武仙本人「易服而遁」，孟珙「降其眾七萬人，獲甲兵無算。」1234年正月，即三峰山戰後兩年，宋蒙聯軍攻陷蔡州，金亡。

## 评价
這次戰役對金國而言，兵力並未完全損失，但最大的損失是失去了完顏合達、完顏陳和尚、楊沃衍、樊澤、高英、張惠等優秀軍事將領，此戰之後，金國滅亡已是必然。